# Монду, Пьер
Жозеф Жюльен Клод Пьер Монду (фр. Joseph Julien Claude Pierre Mondou; род. 27 ноября 1955, Сорель-Трейси) — бывший канадский хоккеист, игравший на позиции центрального нападающего; трёхкратный обладатель Кубка Стэнли в составе «Монреаль Канадиенс» (1977, 1978, 1979).

## Карьера

### Игровая карьера
На молодёжном уровне в течение двух с половиной сезонов играл за команду «Сорель Блэкхоукс», в которой высоко проявил себя заработав по итогам сезона 1973/74 119 очков, забросив при этом 62 шайбы. Затем половину сезона он играл в команде «Монреаль Ред Уайт энд Блю», где за половину сезона заработал 87 очков.
По окончании сезона на драфте НХЛ был выбран в 1-м раунде под общим 15-м номером клубом «Монреаль Канадиенс». После выбора на драфте Монду был отправлен в фарм-клуб «Канадиенс» «Нова Скотия Вояжерс», где в 1976 и 1977 годах выиграл два Кубка Колдера и дважды став в команде лучшим бомбардиром.
По окончании сезона присоединился к «Канадиенс», с которой в 1977 году выиграл Кубок Стэнли. Отыграв восемь полных сезонов в составе этой команды, Монду стал одним из творцов успеха, когда в 1978 и 1979 годах были выиграны два Кубка Стэнли, при этом по итогам сезона 1978/79 он заработал 72 очка. В трёх последующих сезонах он зарабатывал за сезон более 60 очков, но «Канадиенс» уже не были доминирующей силой в НХЛ.
В двух последних сезонах его результативность снизилась, поскольку он пропускал много матчей из-за травм, а в марте 1985 года из-за травмы глаза, полученной в одном из матчей НХЛ завершил карьеру игрока.

### Скаутская деятельность
В качестве скаута работал с «Монреаль Канадиенс» (1988—2003), выиграв в 1993 году Кубок Стэнли и «Нью-Джерси Девилз» (2003—2021). с 2003 по 2021 годы.